# شوزو كاغا
شوزو كاغا (باليابانية:  加賀昭三)؛ (ولد 1950 -) هو مصمم ياباني للألعاب الفيديو، وكان يعمل في شركة إنتيليجنت سيستمز. ومن أشهر أعماله هي ألعاب «فاير إمبلم» وتير رينج ساجا [الإنجليزية] وغيرها من الألعاب التخطيط الحربي التي جعلته هو وألعابه الأخرى مشهوراً، وتعتبر سلسلة «فاير إمبلم » إحدى أبرز أعماله، والتي تتكون من اثني عشر لعبة، وكان أولها لعبة فاير إمبلم: أنكوكوه رييو تو هيكاري نو تسوروغي.

## روابط خارجية
- شوزو كاغا على موقع ميوزك برينز (الإنجليزية)